# Mary Rudge
Mary Rudge est une joueuse d'échecs britannique née le 6 février 1842  à Leominster, à l'ouest de l'Angleterre, et morte le 22 novembre 1919 à Londres. Elle remporta le premier tournoi international féminin de l'histoire des échecs qui fut disputé en 1897 à Londres.

## Carrière aux échecs
En 1872, Mary Rudge fut la première femme membre du club d'échecs de Bristol et Clifton, avec lequel elle disputa des compétitions par équipe. Elle affronta les meilleurs joueurs de l'époque de passage dans le Royaume-Uni lors de séances de parties simultanées : Joseph Henry Blackburne en 1875, Johannes Zukertort en 1876. En mars 1888, elle annula sa partie contre Blackburne lors d'une partie simultanée. En 1889, elle remporta la  challenge cup du club d'échecs de Bristol et Clifton. En septembre 1889, elle donna une partie simultanée contre six adversaires, remportant toutes les parties. En 1890, elle remporta la challenge Cup féminine de Cambridge. En 1896, elle remporta le tournoi de classe II des contés du sud.
En juin et juillet 1897, fut organisé à Lonres le premier tournoi international féminin de l'histoire. Vingt joueuses des États-Unis, de France, d'Allemagne, d'Italie, de Belgique, d'Angleterre, d'Écosse et d'Irlande participaient à ce tournoi. Mary Rudge marqua 18,5 points en 19 parties. En 1898, elle affronta le champion du monde Emanuel Lasker lors d'une partie simultanée. Il concéda la défaite, car elle était dans une position gagnante lorsque la simultanée se termina.
Pour mesurer la force de Mary Rudge, John Richards remarque qu'elle jouait aux échiquiers quatre à huit de l'équipe du club de Bristol et Clifton et de l'équipe du Gloucestershire et qu'elle disputait les tournois nationaux de classe II.